# Cidadelhe (Pinhel)
Cidadelhe ist eine Ortschaft und ehemalige Gemeinde im Norden Portugals.
Der portugiesische Schriftsteller und Nobelpreisträger José Saramago verewigte das Dorf in seinem Buch Die Portugiesische Reise.
Der Parque Arqueológico do Vale do Côa, seit 1998 als Weltkulturerbe anerkannt, befindet sich in der Nähe des Dorfes.

## Verwaltung
Cidadelhe war Sitz einer Gemeinde (Freguesia) im Kreis (Concelho) von Pinhel. Im ehemaligen Gemeindegebiet leben 40 Einwohner (Stand 30. Juni 2011).
Im Zuge der administrativen Neuordnung in Portugal 2013 wurde die Gemeinde Cidadelhe am 29. September 2013 aufgelöst und mit der Gemeinde Azevo zur neuen Gemeinde Vale do Côa zusammengeschlossen. Sitz der neuen Gemeinde wurde Azevo.